# Бартон-Крік (Техас)
Бартон-Крік (англ. Barton Creek) — переписна місцевість (CDP) в США, в окрузі Тревіс штату Техас. Населення — 3356 осіб (2020).

## Географія
Бартон-Крік розташований за координатами 30°16′55″ пн. ш. 97°52′3″ зх. д. / 30.28194° пн. ш. 97.86750° зх. д. (30.282005, -97.867544).  За даними Бюро перепису населення США в 2010 році переписна місцевість мала площу 12,87 км², з яких 12,87 км² — суходіл та 0,00 км² — водойми.

## Демографія
Згідно з переписом 2010 року, у переписній місцевості мешкало 3077 осіб у 1285 домогосподарствах у складі 895 родин. Густота населення становила 239 осіб/км².  Було 1392 помешкання (108/км²).
Расовий склад населення:
| - 91,0 % — білих - 4,3 % — азіатів - 1,4 % — чорних або афроамериканців - 0,4 % — корінних американців |

До двох чи більше рас належало 1,9 %. Частка іспаномовних становила 6,4 % від усіх жителів.
За віковим діапазоном населення розподілялося таким чином: 17,8 % — особи молодші 18 років, 53,4 % — особи у віці 18—64 років, 28,8 % — особи у віці 65 років та старші. Медіана віку мешканця становила 53,2 року. На 100 осіб жіночої статі у переписній місцевості припадало 87,3 чоловіків;  на 100 жінок у віці від 18 років та старших — 85,3 чоловіків також старших 18 років.
Середній дохід на одне домашнє господарство  становив 229 352 долари США (медіана — 168 063), а середній дохід на одну сім'ю — 296 971 долар (медіана — 217 083). За межею бідності перебувало 2,9 % осіб, у тому числі 0,0 % дітей у віці до 18 років та 4,3 % осіб у віці 65 років та старших.
Цивільне працевлаштоване населення становило 1247 осіб. Основні галузі зайнятості: освіта, охорона здоров'я та соціальна допомога — 31,2 %, науковці, спеціалісти, менеджери — 26,4 %, фінанси, страхування та нерухомість — 14,9 %, виробництво — 5,8 %.